# Paul Motian
Stephen Paul Motian (25. marts 1931 i Philadelphia, Pennsylvania , USA – 22. november 2011) var en amerikansk jazztrommeslager, percussionist og komponist af Armensk afstamning.
Motian er mest kendt som trommeslager i pianisten Bill Evans trio fra 60 ´erne, som også bestod af den legendariske Scott LaFaro og senere Chuck Israels på kontrabas.
Han var med sit spil med til at give trommeslageren en friere rolle i musikken, og løsne op for rytmen og være mere farverig og kreativ.
Trommeslagere han har inspireret er Jack DeJohnette, Billy Hart og Joey Baron.
Han har også spillet og indspillet med pianisterne Keith Jarrett og Paul Bley´s grupper i 60 ´erne og 70 ´erne.
Har også indspillet og spillet med Carla Bley og Charlie Haden´s grupper , og i eget navn på det tyske pladeselskab ECM og det italienske pladeselskab Soul Note. 
I de tidlige 90'ere dannede han gruppen Electric Bebop Band, som har indspillet en række plader på ECM og Soul Note.